# Raphidia grusinica
Raphidia grusinica är en halssländeart som beskrevs av H. Aspöck et al. 1968. Raphidia grusinica ingår i släktet Raphidia och familjen ormhalssländor. Inga underarter finns listade i Catalogue of Life.